# Марко Пантелић (оперски певач)
Марко Пантелић (Београд) српски је оперски певач, баритон, који је остварио запажену каријеру у Србији и на међународној оперској сцени, посебно у Немачкој. Његов вокални фах је лирски баритон, а тренутно је ангажован као члан ансамбла Театра Магдебург у Немачкој.

## Биографија

### Образовање
Рођен у Београду, Србија, Марко Пантелић је првобитно започео студије виоле на Академији уметности у Новом Саду. Ова рана инструментална фаза пружила му је темељну музичку основу. Касније се посветио вокалним студијама и наставио музичко усавршавање у Музичкој школи "Коста Манојловић" у Земуну, у класи професора Ненада Ненића. Рано извођачко искуство стицао је и на новосадској уметничкој сцени; концерт одржан у Мултимедијалном центру Академије уметности у Новом Саду 23. априла 2012. године, на којем је изводио дела Дворжака, Глинке, Бенде и Чајковског, сведочи о његовим раним наступима.
Студије је наставио на Факултету музичке уметности у Београду, у класи баритона професора Николе Мијаиловића. Током студија, добио је награде Факултета као "најбољи и најперспективнији студент Одсека за соло певање". Практично искуство стицао је у Оперском студију Народног позоришта у Београду.
Међународно усавршавање наставио је на Интернационалном вокалном институту (IVAI) у Њујорку и Канадском вокалном институту (CVAI) у Монтреалу. Похађао је мајсторске курсеве код светски признатих уметника и педагога као што су Рут Фалкон, Мињон Дан, Бригит Фасбендер, Шерил Милнс, Давид Бижић, Ђорђе Нешић и Дитер Швајкард.

### Каријера
Након завршетка образовања, Пантелић је започео професионалну каријеру наступајући у Народном позоришту у Београду, Српском народном позоришту у Новом Саду и Народном позоришту у Сарајеву. Једна од улога у овом периоду била је Флевил у опери Андреа Шеније Умберта Ђордана у Народном позоришту у Београду.
Значајан корак у каријери представља прелазак на немачку оперску сцену, где је наступао у Државном театру у Нирнбергу (Staatstheater Nürnberg), Театру Регенсбург (Theater Regensburg), Театру Алтенбург Гера (Theater Altenburg Gera) и Државном театру у Мајнцу (Staatstheater Mainz). Од 2019. године стални је члан ансамбла Театра Магдебург (Theater Magdeburg). Гостовао је и са другим ансамблима, укључујући Румунску националну оперу у Темишвару и Театар Винтертур.

## Уметнички рад

### Оперске улоге
Пантелићев оперски репертоар обухвата око 30 улога. Међу најзначајније улоге убрајају се:
- Дандини у Росинијевој опери Пепељуга (La Cenerentola)[3]
- Белкоре у Доницетијевом Љубавном напитку (L'elisir d'amore)[3]
- Форд у Вердијевом Фалстафу (Falstaff)[3]
- Марчело у Пучинијевим Боемима (La bohème)[3]
- Насловна улога у опери Евгеније Оњегин Чајковског[3]
- Гроф Алмавива у Моцартовој Фигаровој женидби (Le nozze di Figaro)[4]
- Гердт Минде у Енгеловој опери Грете Минде (Grete Minde) у Театру Магдебург[1]
- Олибријус у Телемановој опери Победа лепоте (Sieg der Schönheit) у Театру Магдебург[1]
- Флевил у Ђордановој опери Андре Шеније[7]
- Отац Петар Безенбиндер у Хумпердинковој опери Ивица и Марица (Hänsel und Gretel)[1]
- Нед Кин у Брит новој опери Питер Грајмс (Peter Grimes) у Државном театру Нирнберг[8]
- Царевић Афрон у опери Златни петлић Римског-Корсакова (Der goldene Hahn)[8]
- Учитељ музике у Штраусовој опери Аријадна на Наксосу (Ariadne auf Naxos)[1]

### Концертни репертоар
Поред оперских наступа, Пантелић негује и концертни репертоар, који укључује извођења Хајдновог Реквијема, Дирифлеовог Реквијема и Мисе Cum Jubilo, Шумановог циклуса песама Песникова љубав (Dichterliebe), Малерових Песама путника-калфе (Lieder eines fahrenden Gesellen) и Песама о мртвој деци (Kindertotenlieder), као и Дворжакових Библијских песама (Biblické písně). Сарађивао је са Хором Радио Телевизије Србије, Београдском филхармонијом, Musikkollegium Winterthur и Магдебуршком филхармонијом.

## Награде и признања
Марко Пантелић је добитник више награда и признања:
- Награде Фонда за младе таленте Републике Србије[4]
- Награде Факултета музичке уметности у Београду за најбољег и најперспективнијег студента Одсека за соло певање[4]
- Награда "ФМУ И ГВАРНЕРИЈУС НАГРАЂУЈУ" (23. октобар 2018), уз концерт у пратњи пијанисткиње Милице Илић[9]
- Промотивна награда за младе уметнике Удружења за промоцију Театра Магдебург (Förderverein Theater Magdeburg)[4]
- Стипендија Удружења Рихард Вагнер у Магдебургу за Фестивал у Бајројту[4]

## Снимци
Пантелићев рад забележен је на комерцијалним CD издањима:
| Наслов Опере                       | Композитор          | Улога       | Оркестар/Ансамбл                               | Диригент         | Издавачка кућа          | Година издања                   |
| ---------------------------------- | ------------------- | ----------- | ---------------------------------------------- | ---------------- | ----------------------- | ------------------------------- |
| Грете Минде (Grete Minde)          | Еуген Енгел         | Гердт Минде | Магдебуршка филхармонија, Хор Театра Магдебург | Ана Скрилева     | Orfeo Records (C260352) | 2023                            |
| Победа лепоте (Sieg der Schönheit) | Георг Филип Телеман | Олибријус   | Akademie für Alte Musik Berlin                 | Михаел Хофштетер | [ тражи се извор ]      | [ тражи се извор ] [ 1 ] [ 11 ] |

Одржава званични веб-сајт (markopantelic.com) и активан је на платформама попут Operabase. На изради његовог визуелног идентитета и дигиталне презентације радио је тим који чине General Condition, фотограф Миша Обрадовић и креативни директор Јован Лакић.

## Критички пријем
Светска премијера опере Грете Минде Еугена Енгела у Театру Магдебург, где је Пантелић тумачио улогу Гердта Миндеа, привукла је значајну међународну пажњу. Британски лист The Guardian је у чланку од 13. фебруара 2022. године навео да је премијера "бујно донета" на сцену. Ова продукција, чији је композитор био жртва Холокауста, објављена је и као снимак уживо на CD-у за издавачку кућу Orfeo.
Пантелић је гостовао у емисији "Сусретања" на Првом програму Радио Београда (јун 2023), где је говорио о својој каријери и уметности.

## Будући ангажмани
За сезону 2024/2025 у Театру Магдебург, најављене су улоге Хараште у Јаначековој опери Лукава мала лисица, Данкаира у Бизеовој Кармен, Пинга у Пучинијевој Турандот, као и наступ као бас солисте у Бетовеновој Деветој симфонији. Такође су најављени наступи као Барон Дуфол у Вердијевој Травијати у Театру Магдебург (мај-јун 2025) и као Агамемнон у Офенбаховој Лепа Јелена у Државном театру у Мајнцу (април-јун 2025).